# Microlejeunea nyandaruensis
Microlejeunea nyandaruensis là một loài Rêu trong họ Lejeuneaceae. Loài này được Pocs mô tả khoa học đầu tiên năm 2002.